# El Borma
El Borma (în arabă البرمة) este o comună din provincia Ouargla, Algeria.
Populația comunei este de 3.205 locuitori (2008).